# Amata paraula
Amata paraula là một loài bướm đêm thuộc phân họ Arctiinae, họ Erebidae.